# Фильм-спектакль
Фильм-спектакль — экранизация театрального спектакля, осуществлённая средствами кинематографа и киноискусства или телевидения.
Согласно изданию «Кино: Энциклопедический словарь», фильм-спектакль является экранизацией своего театрального прототипа, при которой активно используются средства кино: в первую очередь монтаж, студийные и натурные съёмки. И. Г. Кацев, в 1970—1980 годы занимавший должность заместителя главного редактора Главной редакции литературно-драматических программ Центрального телевидения Гостелерадио СССР, называет так театральный спектакль, снятый на видео- или киноплёнку многокамерным способом, независимо от того, присутствуют ли в нём монтаж и натурные съёмки. В каталоге Гостелерадиофонда «фильмами-спектаклями» именуются любые видеозаписи театральных постановок, включая записи по трансляции со сцены театра. В то же время, некоторые источники называют «фильмом-спектаклем» запись спектакля средствами кинематографа (то есть «киноспектакль»).

## История
Фильмы-спектакли появляются в первое десятилетие существования кинематографа, причём для художественных фильмов раннего периода характерна глубокая взаимосвязь с театром. Но отсутствие звука и новые выразительные средства вскоре подтвердили возникновение нового жанра, и действительные экранизации спектаклей стали выделяться на фоне остальных кинолент.

### В России

#### В кинематографе
Р. Н. Юренев, автор обстоятельной работы о фильмах-спектаклях, опубликованной в 1950-е годы называет фильмами-спектаклями «снятые на пленку, зафиксированные кинематографическими методами спектакли драматических театров» и сравнивает их со спектаклями, которые переносила на экран французская фирма «Фильм д'Ар» в начале XX века. А. Липков отмечает, что практика экранизации спектаклей существовала практически с момента рождения кино и приводит в качестве примера съёмку фрагментов постановки Петербургского Народного дома «Князь Серебряный» пионером российского кинематографа Александром Дранковым. По С. Гинзбургу к фильмам-спектаклям могут быть отнесены также дореволюционные фильмы «Ревизор» (1916 год, экранизация спектакля московского Малого театра с участием Е. Турчаниновой) и «Царь Иван Васильевич Грозный» (1915 год, в нём запечатлена одна из лучших партий Шаляпина из оперы «Псковитянка»).
Первые фильмы-спектакли были практически копиями театральных постановок. В дальнейшем их начали постепенно усовершенствовать: часть съёмок производить не в бутафорских декорациях природы, а на натуре, долгие театральные сцены делились на более короткие эпизоды, как в кинематографе, некоторые актёры заменялись на более подходящих по внешним данным. Особыми видами фильма-спектакля стали киноопера и кинобалет.
В послевоенные годы интерес к этой форме искусства подстегнул дефицит игрового кино, возникший в конце 40-х, начале 50-х годов XX века. В 1951 году режиссёр С. Алексеев снял постановку Малого театра «Правда хорошо, а счастье лучше». Этот опыт открыл кинематографу возможность без больших затрат как творческих, так и организационно-временных (на утверждение киносценария, согласования) легко и быстро получить ленты, пригодные для демонстрации в кинозалах. Фильмы-спектакли утвердились в российском кино. Решение о массовом выпуске фильмов-спектаклей на киноэкраны был вызвано необходимостью заполнить экраны кинотеатров в условиях послевоенного кризиса малокартинья. Уже в следующем, 1952 году, из двадцати четырёх выпущенных на экраны фильмов десять были фильмами-спектаклями. Среди самых кассовых лент были фильмы-спектакли «Учитель танцев» Центрального театра Советской армии, «Живой труп» Ленинградского театра драмы имени А. С. Пушкина и «Разлом» Большого драматического театра имени М. Горького, а в 1953 фильм-спектакль «Любовь Яровая» Большого драматического театра имени М. Горького стал лидером кинопроката. Многие фильмы-спектакли снимались на кинематографических студиях, но появились благодаря развитию телевидения, для которого в начале 1950-х годов была организована масштабная съёмка театральных постановок ведущих театров страны.

#### На телевидении
Фильмы-спектакли, созданные по заказу телевидения и прошедшие путь от простой записи действия на сцене на плёнку (первый такой фильм-спектакль Малого театра «Правда — хорошо, а счастье лучше» снимался кинематографическим способом, одной камерой при пустом зале, с дальнейшим монтажом<[уточнить]) до создания полноценных творческих работ с использованием всех спектров телеискусства, создали условия для усовершенствования формы фильма-спектакля и становления его как особого жанра телевизионного искусства.
По мнению Зоркой Н. М., телевизионный фильм-спектакль — это новое художественное произведение, «произведение другого самостоятельного искусства, эквивалент, параллель сценического оригинала в ином, телеэкранном пространстве и измерении. Именно телевизионный фильм-спектакль, существующий параллельно и одновременно с живым театральным действием, наглядно демонстрирует и самостоятельность нового эстетического вида, и его определенные преимущества, и вместе кровную связь с оригиналом, иногда и обратное влияние на оригинал».
Фильмы-спектакли на телевидении ставили такие известные режиссёры, как Георгий Товстоногов, Анатолий Эфрос, Евгений Радомысленский, и многие другие.